# Bragayrac
Bragayrac település Franciaországban, Haute-Garonne megyében. Lakosainak száma 315 fő (2022. január 1.). Bragayrac Saint-Thomas, Sabonnères, Sainte-Foy-de-Peyrolières, Savignac-Mona és Seysses-Savès községekkel határos.

## Népesség
A település népességének változása:
| Lakosok száma | 128  | 200  | 197  | 266  | 308  | 322  | 326  | 323  | 317  | 315  |
|               | 1968 | 1982 | 1990 | 2006 | 2013 | 2015 | 2017 | 2019 | 2020 | 2022 |